# ボンバルドン

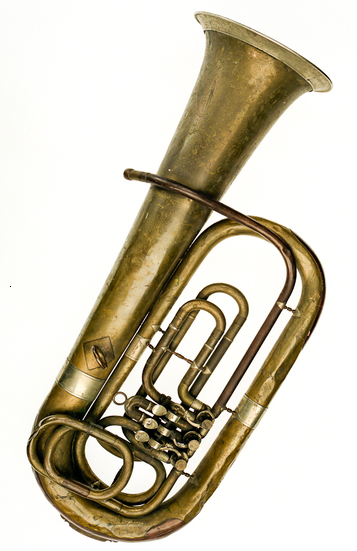
ボンバルドン

ボンバルドン（Bombardon）は、19世紀に使用された低音金管楽器。チューバの原型にあたり、F管で3本のバルブを持つ。

## 名称
古くは複簧楽器であるショームの大型のものをボンバルド(フランス語: bombarde, 英語: bombard)と呼んだ。この名称は中世の大砲の一種に由来する。ボンバルドンはボンバルドに拡大辞をつけた形である。
この「ボンバルドン」という語はドイツ語圏では1820年代にはキー式の低音金管楽器、1830年代からはバルブ式の低音金管楽器全般に対して用いられた。ドイツ語ではB♭管ないしC管のコントラバス・チューバをBombardonと呼び、イタリア語ではF管またはE♭管のフリコルノ・バッソ・グラーヴェをbombardoneと呼び、フランス語ではE♭またはB♭のチューバをbombardon contrabasseと呼ぶことがあった。本記事ではこれらのチューバや低音金管楽器全般を指すボンバルドンではなく、チューバの原型になった楽器について記述する。
なお、ボンバルドンはオフィクレイドをバルブ式にしたものだったが、紛らわしいことにボンバルドン自身をオフィクレイドと呼ぶこともあった。

## 歴史
19世紀はじめの軍楽隊では低音金管楽器としてセルパン、あるいはセルパンをファゴット状の形状にしたバスホルンが使用されていた。1817年にフランスのアステ (Jean Hilaire Asté) （アラリ(Halary)の名でも知られる）はオフィクレイドを考案したが、これはキー式ビューグルの構造を低音金管楽器に応用したものだった。オフィクレイドはC管で今のコントラバス・チューバより1オクターブほど高く、金属製の円錐管に半音順に大きな穴をあけてキー操作でそれを開閉するもので、セルパンより均質で正確な半音階が得られた。しかしその指づかいは特殊なものだった。
オフィクレイドのキーを3本バルブに置きかえたボンバルドンはウィーンのリードル(Wenzel Riedl)によって1829年ごろ考案され、1833年に特許が得られた。佐伯によるとオフィクレイドがペダルトーンまでのすべての半音が演奏できたのに対し、3本バルブではペダルトーン近くの音を出すことができなかったため、管の長さをC管（8フィート）からF管（12フィート）に伸ばすことによってオフィクレイドのすべての音が出せるようにした。
プロイセンの軍楽隊長だったヴィルヘルム・フリードリヒ・ヴィープレヒト (Wilhelm Friedrich Wieprecht) は、ボンバルドンのバルブを5本に増し、ペダルトーンのF1までのすべての半音が演奏できるようにした。ヴィープレヒトはこの新しい楽器にラテン語でラッパを意味する「Tuba」の名をつけ、ベルリンの楽器職人であるヨハン・ゴットフリート・モーリッツ (Johann Gottfried Moritz) と協力して実用化、1835年に特許が認定された。これがF管バス・チューバの誕生である。
しかしながらただちにボンバルドンがバス・チューバによって置きかえられたわけではない。たとえばウィーン・フィルハーモニー管弦楽団では1875年までバス・チューバは使われず、ボンバルドンを使用し続けた。フランスでは1860年代までオフィクレイドが使われ続け、その後はC管のサクソルン・バスに置きかえられたが、リヒャルト・ワーグナーなどのチューバの低音が出せるようにサクソルン・バスにバルブを追加した所謂「フレンチ・チューバ」が考案され、1960年代まで使われた。イギリスでも1860年代までオフィクレイドが使われたが、ユーフォニアムに置きかえられ、さらにF管バス・チューバ、E♭管バスを使用するようになった。
ヴェルディのオペラ『エルナーニ』（1842年初演）や『リゴレット』（1851年初演）の楽譜に「チンバッソ」と記されているパートは、初演時にはボンバルドンによって演奏されていたことが確認されている。ヴェルディは1872年、『アイーダ』のヨーロッパ初演の直前にジュリオ・リコルディにあてた手紙の中で「ボンバルドン」を悪魔の楽器と批判し、かわりに低音の第4トロンボーンを追加するか、それが無理なら「オフィクレイド」を使うように提案しているが、当時のイタリアではキー式のオフィクレイドは使われなくなっており、ここで批判されている「ボンバルドン」とはペリッティ社 (it:Pelitti) の作ったペリットーネという楽器のことで、「オフィクレイド」がボンバルドンを指すと解釈される。